# Martín Alonso Pinzón
Martín Alonso Pinzón (Palos de la Frontera, Huelva, 1441 - ibidem, 31 de Março de 1493) foi um navegador e explorador espanhol, co-descobridor da América.
Navegou com Cristóvão Colombo na sua primeira viagem ao Novo Mundo, em 1492, como capitão de La Pinta.
Martín Alonso nasceu em Palos de la Frontera, no seio de uma família acomodada de marinheiros. Era o maior dos irmãos Pinzón e arrendatário das caravelas La Niña e La Pinta. Os seus irmãos Vicente Yáñez e Francisco Martín Pinzón foram na primeira viagem colombina como capitão e mestre de La Niña, respectivamente.

## A família Pinzón de Palos
Entre as mais destacadas famílias que habitavam em Palos no século XV encontravam-se os Pinzón. Uma família de origem aragonesa que chegou à Andaluzia procedente das Astúrias, sendo o seu sobrenome, segundo alguns, deformação do término Pinças. Para outros, o verdadeiro sobrenome familiar seria Martín, nome do avô, marinheiro e mergulhador em Palos, ao que alcunharam Pinzón quando ficou cego, já que era muito afeiçoado a cantar e lembrava os pássaros pinzones (tentilhões) aos palermos, aos quais cegavam para que cantassem melhor. Seu filho, também marinheiro e igualmente chamado Martín, foi o pai dos três irmãos que participaram no descobrimento da América: Martín Alonso, Vicente Yáñez e Francisco Martín Pinzón.
Martín Alonso navegou desde pequeno nas caravelas como grumete. Vivia numa casa situada no antigo caminho real para La Rábida, e contraiu matrimônio com uma vizinha da localidade chamada María Álvarez. Tiveram cinco filhos. Dois varões: Arias Pérez e Juan Pinzón, que participariam em várias expedições por terras americanas, e três meninas: Mayor, Catalina e Leonor, a pequena, que sofria freqüentes ataques de epilepsia.
A sua experiência náutica e audácia proporcionaram-lhe bons rendimentos nas suas viagens de cabotagem, chegando a ter uma folgada situação econômica. Teve embarcações próprias nas quais se enrolavam os marinhos de toda a comarca. Sua fama e prestígio cresceram graças ao sucesso das suas expedições comerciais e ao valor que demonstrara nas armadas de guerra durante o conflito entre Castela e Portugal.

## Os preparativos da viagem
Quando a 23 de Maio de 1492 foi lida aos vizinhos de Palos de la Frontera a Real Provisão pela qual ordenava a certos vizinhos entregar duas caravelas a Colombo e partir com ele na viagem que ia realizar por mandado de Suas Altezas, a vila acata a decisão real, mas não a cumpre. Os marinhos palermos não estavam dispostos a se embarcarem naquela aventura com um desconhecido sem prestígio. Independentemente da maior ou menor credibilidade das ideias colombinas, os homens de Palos dificilmente secundariam ao genovês a não ser que fosse acompanhado de algum navegante respeitado na vila. A aventura, arriscada e, sobretudo, de lucro incerto, não apresentava grandes atrativos. A oposição e a indiferença pelo projeto colombino deveram ser generalizados, pois o mandamento real chegava para semear o descontente no porto de Palos.
Essa era a situação quando Martín Alonso Pinzón regressou de Roma de um das suas habituais viagens comerciais. Como já se apontou, era um homem dinheiroso, destro na arte de navegar e de grande prestígio na comarca. Em definitiva, Pinzón possuía os atributos dos quais carecia Colombo, apresentando-se, portanto, como o complemento do futuro Almirante para realizar a expedição. Foram os franciscanos do mosteiro de La Rábida que puseram em contato a Colombo com o marinho de Palos. Também Pero Vázquez de la Frontera, velho marinho da vila, respeitado pela sua experiência e amigo de Martín Alonso, influiu de maneira importante para que Pinzón decidir-se-á a apoiar a empresa. Nos Pleitos colombinos, a testemunha onubense Alonso Gallego recordava ter ouvido dizer a Colombo:
| “ | Señor Martín Alonso Pinçón, vamos a este viage que, si salimos con él y Dios nos descubre tierras, yo os prometo por la Corona Real de partir con vos como un hermano. | ” |

Seja qual for o motivo do palermo, o certo é que, quando se decide incorporar à expedição, inicia uma enérgica campanha de apóio à viagem, animando a se enrolarem os mais destacados marinhos da zona. Recusou os barcos que embargara Colombo, contratou outros navios mais adequados e contribuiu da sua fazenda meio milhão de maravedis, a terceira parte das despesas em metálico da empresa.
Ultimados os preparativos, a 3 de Agosto a Santa Maria, a Pinta e a Niña partiram do porto de Palos. Colombo no seu Diário somente tem palavras de elogio para Pinzón, que se amostra muito eficaz na resolução dos problemas que vão surgindo.

## Viagem descobridora
Iniciada a travessia, Martín Alonso assumiu o comando da Pinta e levou consigo o seu irmão Francisco como mestre. Seu irmão Vicente ia como capitão da caravela Niña. Colombo anotou no seu diário palavras elogiosas ao comprovar as suas qualidades e eficácia. Durante a travessia, resolveu o problema da rotura do leme de La Pinta e pôde continuar navegando.

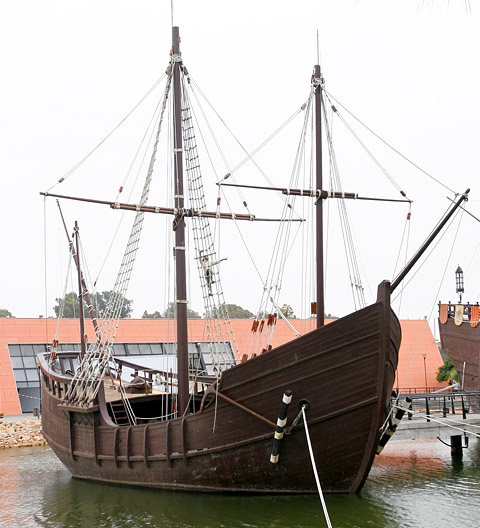
Réplica da caravela La Pinta no Molhe das Caravelas de Palos.

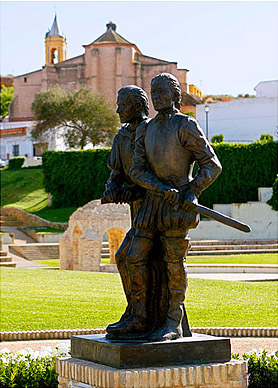
Estátua dos irmãos Pinzón em Palos de la Frontera.

Entre o 6 e a 7 de Outubro, quando o mal-estar, o cansaço e os desejos de regressar, que o cauto ligur previa, começaram a se difundir entre os tripulantes da Santa Maria, os dotes de mando e a capacidade resolutiva de Martín Alonso ficaram expostas ao abordar esta situação, que Colombo não soube atalhar. Quando o futuro Almirante pergunta:
| “ | O que fazemos Martín Alonso? Porque as pessoas não querem seguir. | ” |

Pinzón respondeu:
| “ | Vossa Mercê, enforque média dúzia deles e, se não se atreve, o meu irmão e eu abalroaremos a nossas naves contra a Santa Maria. | ” |

Desta forma restabeleceu a disciplina e propiciou decisivamente a continuação da viagem, quando estavam a escassas jornadas de terra americana.
No seguinte motim, já mais sério, a 9 e 10 de Outubro, quando falharam já todos os cálculos das distâncias que Colombo dissera, os irmãos Pinzón somente puderam aplacar os ânimos da tripulação pondo uma condição: navegariam com o mesmo rumo tão somente três dias mais; se durante esse tempo não encontravam terra, voltariam para a Espanha.
A versão que se conhece do diário escrito por Cristóvão Colombo da "Primeira viagem às Índias" é uma transcrição de frei Bartolomé de las Casas (1484-1566). A seguir, alguns fragmentos datados a 11 de Outubro de 1492:
| “ | "Tiveram muita marulhada e que em toda a viagem tiveram. Viram os da caravela Pinta uma cana mais um pau, e tomaram outro pau lavrado ao que parecia com ferro, e um pedaço de cana e outra erva que nasce em terra, e uma tabela. Com estes sinais respiraram e alegraram-se todos" … …"Depois do pôr-do-sol, navegou o seu primeiro caminho para oeste. Andariam doze milhas cada hora, e até duas horas depois da média noite andariam 90 milhas. E porque a caravela Pinta era mais veleira e ia na frente do Almirante, achou terra e fez as senhas que o Almirante mandara. Esta terra foi vista primeiro por um marinheiro que se dizia Rodrigo de Triana" … … "Às duas horas após meia-noite apareceu a terra, da qual estariam duas léguas. Amainaram todas as velas (…) até ao dia Sexta-Feira que chegaram a uma ilhota dos Lucayos, que se chamava em língua de indianos Guanahani. Depois viram gente despida, e o Almirante saiu à terra na barca armada e Martín Alonso Pinzón e Vicente Yáñez, o seu irmão, que era capitão de La Niña". | ” |

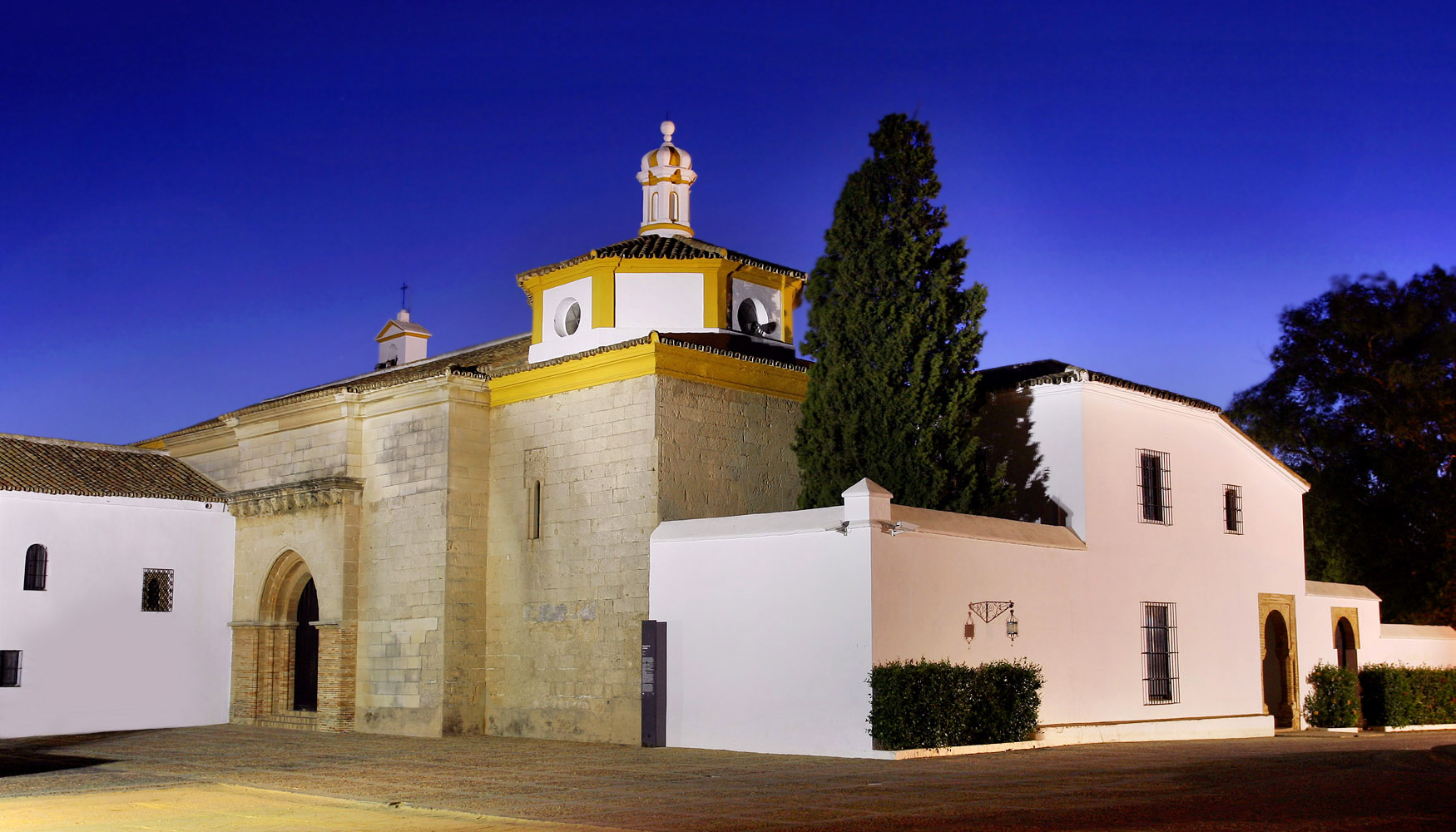
Mosteiro de La Rábida.

Martín Alonso sugestionara a Colombo o câmbio de rumo a 6 de Outubro de 1492. Este câmbio levou a expedição a Guanahani, nas Bahamas, a 12 de Outubro de 1492. Até esse momento, as relações entre ambos os líderes eram boas. Circunstância que acabará quando, após o descobrimento, o já Almirante Colombo amostra-se excessivamente ciumento da sua glória e privilégios. Assim, ao adiantar-se a 21 de Novembro Pinzón com a Pinta, separando-se das outras naves e chegando antes à ilha que buscavam, no diário de bordo consta que Colombo não dúvida em fazer contra ele graves acusações, embora segundo muitos testemunhos dos pleitos colombinos pareçam infundadas.
A inimizade entre ambos os marinhos manteve-se já até o regresso. Pinzón reuniu-se com Colombo a 6 de Janeiro de 1493, quando a frota voltava para Espanha. Na volta, o barco de Pinzón voltou a separar-se por causa de uma tormenta, Pinzón chegou ao porto de Baiona (Espanha), a 1 de março de 1493, antes de Colombo chegar a Lisboa. Desde Baiona dirigiu-se a Palos, onde chegou a 15 de Março de 1493, coincidindo nessa jornada com a chegada da caravela Niña procedente de Lisboa. Martín Alonso chegou a Palos muito enfermo e, sem entrar diretamente em Palos, foi transladado a uma herdade que tinha em terrenos de Moguer. Os testemunhos nos citados pleitos de Hernán Pérez Mateos e Francisco Medel indicam que finalmente foi transladado ao Mosteiro de La Rábida no qual, segundo a sua vontade, ao falecer foi enterrado na Igreja desse convento franciscano.